# アーチボルド・ハミルトン (第9代ハミルトン公爵)

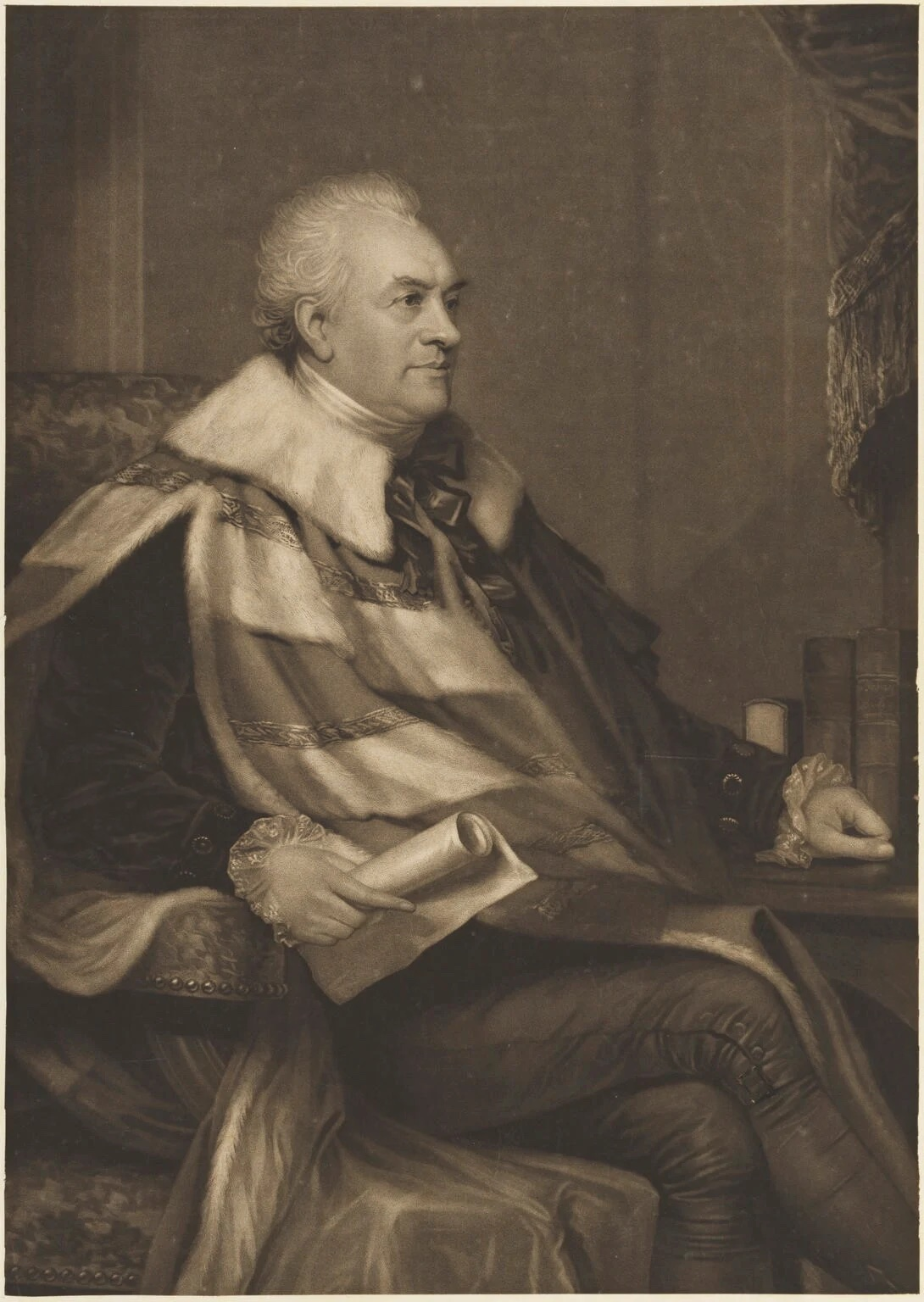
第9代ハミルトン公爵の肖像画、1804年。ジェームズ・ロンズデールの作品に基づくメゾチント。

第9代ハミルトン公爵および第6代ブランドン公爵アーチボルド・ハミルトン（英語: Archibald Hamilton, 9th Duke of Hamilton and 6th Duke of Brandon、1740年7月15日 – 1819年2月16日）は、スコットランド出身の貴族、政治家。1768年から1772年1月まで庶民院議員を、1799年から1802年までラナークシャー統監を務めた。

## 生涯

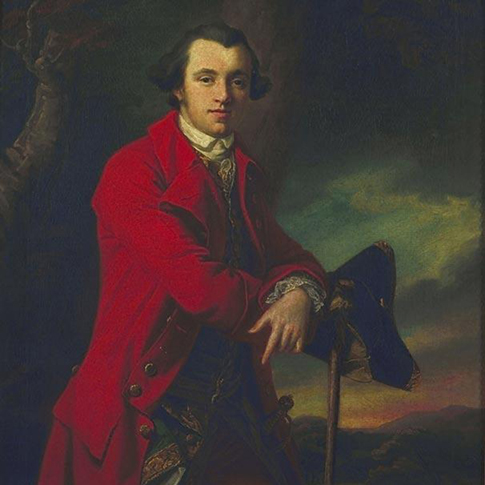
フランシス・コーツによる肖像画、1765年ごろ。

第5代ハミルトン公爵および第2代ブランドン公爵ジェームズ・ハミルトンと3人目の妻アン（1771年3月9日没、旧姓スペンサー（Spencer）、エドワード・スペンサーの娘）の息子として、1740年7月15日に生まれた。1744年2月13日に父方の祖母エリザベス（Elizabeth、1680年ごろ – 1744年2月13日、第5代ジェラード男爵ディグビー・ジェラードの娘）が死去すると、5代ジェラード男爵とその親族にあたる第2代マクルズフィールド伯爵チャールズ・ジェラードの遺産を継承した。1753年よりイートン・カレッジで教育を受けた後、グランドツアーに出た。
1768年イギリス総選挙でランカシャー選挙区から出馬して、無投票で当選した。議会では1769年2月にジョン・ウィルクスの議会追放に賛成票を投じたが、ウィルクスの追放により行われた補欠選挙の結果をめぐり、ウィルクスの対立候補ヘンリー・ローズ・ラットレルの当選宣告について同年4月に採決が行われると、反対票を投じた。議会では演説の記録がなく、1772年1月に議会を離れたが、その理由は知られていない。また、1771年に母が死去すると、母方の祖父エドワード・スペンサーの遺産を継承した。
1799年8月2日に異母兄ジェームズの息子ダグラスが死去すると、ハミルトン公爵位とブランドン公爵位を継承した。同年11月30日にラナークシャー統監に任命されたが、1802年11月1日までに辞任して息子アレグザンダーに譲った。さらに1806年11月には繰上勅書によりダットン男爵位を息子アレクサンダーに譲った。
1819年2月16日にランカシャーのアシュトン・ホールで死去、アレクサンダーが爵位を継承した。

## 家族
1765年5月25日、ハリエット・ステュアート（Harriet Stewart、1788年12月3日埋葬、第6代ギャロウェイ伯爵アレクサンダー・ステュアートの娘）と結婚、2男3女をもうけた。
- アン（英語版）（1766年3月10日 – 1846年10月10日） - ジョージ4世妃キャロライン・オブ・ブランズウィックの友人
- アレクサンダー（1767年10月3日 – 1852年8月18日） - 第10代ハミルトン公爵、第7代ブランドン公爵、第7代ダットン男爵
- アーチボルド（英語版）（1769年3月6日 – 1827年9月4日） - 庶民院議員、生涯未婚[6]
- シャーロット（1772年4月6日 – 1827年6月10日） - 1800年6月24日、第11代サマセット公爵エドワード・サンモール（英語版）と結婚、子供あり
- スーザン（1774年8月3日 – 1846年5月24日） - 1803年8月3日、第5代ダンモア伯爵ジョージ・マレー（英語版）と結婚、子供あり

## 競馬
第9代ハミルトン公爵は下記の優勝馬を所有した。
- パラゴン（Paragon） - 1786年のセントレジャーステークスで優勝[7]
- スパディル（Spadille） - 1787年のセントレジャーステークスで優勝[7]
- ヤングフローラ（Young Flora） - 1788年のセントレジャーステークスで優勝[7]
- タルタル（英語版） - 1792年のセントレジャーステークスで優勝[7]
- ペトロニアス（英語版） - 1808年のセントレジャーステークスで優勝[7]
- アシュトン（英語版） - 1809年のセントレジャーステークスで優勝[7]
- ウィリアム（英語版） - 1814年のセントレジャーステークスで優勝[7]